# Ein kleines bisschen Horrorschau
Ein kleines bisschen Horrorschau — шестой студийный концептуальный альбом немецкой панк-рок группы Die Toten Hosen, вышедший в 1988 году.

## Об альбоме
Диск записан в 1988 году в студии Virgin Records. Ein kleines bisschen Horrorschau концептуальный альбом, основанный на книге Энтони Бёрджесса «Заводной апельсин» (A Clockwork Orange).
Песня «Hier kommt Alex» была включена в игру «Guitar Hero III: Legends of Rock», в виде бонус-трека. Так же она содержится в европейской версии игры «Rock Band».

## Список композиций
1. «Hier kommt Alex»	– 3:53 («Вот и Алекс»)
2. «1000 gute Gründe»	– 3:33 («1000 веских причин»)
3. «Ein Schritt zuviel»	– 2:22 («На шаг больше»)
4. «Keine Ahnung» – 2:08 («Без понятия»)
5. «Die Farbe Grau»	– 3:52 («Серый цвет»)
6. «180 Grad»		– 4:33 («180 градусов»)
7. «Mehr davon»		– 5:10 ("Больше!")
8. «Zahltag»		– 2:42 («День получки»)
9. «35 Jahre»		– 2:15 («35 лет»)
10. «Musterbeispiel»	– 3:55 («Прекрасный пример»)
11. «Testbild»		– 3:17 («Телевизионная испытательная таблица»)
12. «Bye, bye, Alex»	– 2:58 («Пока, Алекс»)

## Позиции в чартах
| Год  | Страна    | Позиция |
| ---- | --------- | ------- |
| 1988 | Германия  | 7       |
| 1988 | Швейцария | 7       |
| 1989 | Австрия   | 22      |

## В работе над альбомом участвовали
- Кампино — вокал
- Фон Хольст, Андреас — гитара
- Михаэль Брайткопф — гитара
- Андреас Мойрер — бас-гитара
- Вольфганг Рёде — ударные